# Богар
Богар (или Боганатар, или Бхогар, или Бо Ян) — легендарный мистик, поэт, гуру, один из 18 сиддхов тамильской традиции. Точных данных о месте и времени его рождения не сохранилось. Имя «Богар» может быть переведено как «наслаждающийся блаженством бессмертия». В трактатах «Агастьяр-12000» и «Богар-7000» утверждается, что учителем Богара был Каланджи Натхар. В нескольких сочинениях, приписываемых Богару, Богар называет своим гуру Тирумулара.
В трактате «Богар-7000» от имени Богара утверждается, что у него было 63 ученика, которых он обучал Аштанга-йоге.
В «Богар-7000» описывается отличие сочинений Богара от трактатов других сиддхов. По мнению самого Богара, он первым стал излагать мистическое учения открыто, простым языком, не используя систему труднопонимаемых аллегорий, за что подвергся критике со стороны своих коллег.
В «Богар-7000» и в некоторых других произведениях описывается путешествие Богара в Китай. Мифические подробности этого путешествия дали основание некоторым последователям учения сиддхов отождествлять Богара с Лао-цзы и даже приписывать ему сочинение Дао дэ цзин.
Адепты тамильского шиваизма верят, что Богар в состоянии самадхи вечно пребывает в храмовом комплексе  Палани (Тамил-Наду).

## Наследие
Трактаты, приписываемые Богару, посвящены методам духовного развития в традиции сиддхов и медицине сиддхов.  Некоторые последователи усматривают в сочинениях Богара описания будущих технологий таких как: парашют, пароход, автомобиль, аэроплан.
Пример стихотворения:

Для достижения состояния бессмертия,

вначале очисть и освободи человеческое тело из темницы пяти чувств,

превращая его в лучезарное тело света,

объединив его в адхарах (лотосах),

согласно данной сиддхами практике.

Будь настойчив в утверждении гармонии

в месте неповторимой красоты,

называемоем человеческим телом,

не рассеивая своё внимание на другие вещи,

дабы оно (тело) не превратилось в пепел.
— Богар

## Известные работы
- Богар-7000 (Сатха Кандам)
- Бога Мунивар Сустирам - 700
- Богар Варма Сустирам
- Богар Гнана Сутирам
- Богар Джанана Сагарам
- Богар Карпам – 300
- Богар Каруккидай Ниганду — 500
- Богар Малай Вагадам
- Богар Мулигай Виньянам
- Богар Ниганду 1200
- Богар Ниганду Аттаванай
- Богар Ниганду Кайеду
- Богар Панчапатчи Састирам
- Богар Саракку Вайппу
- Богар Вайдья Кавиям
- Богар Вайдьям-700[7]

## Известные ученики
- Пулиппани
- Конганар
- Карувурар
- Чаттаймуни[2]